# FK Příbram

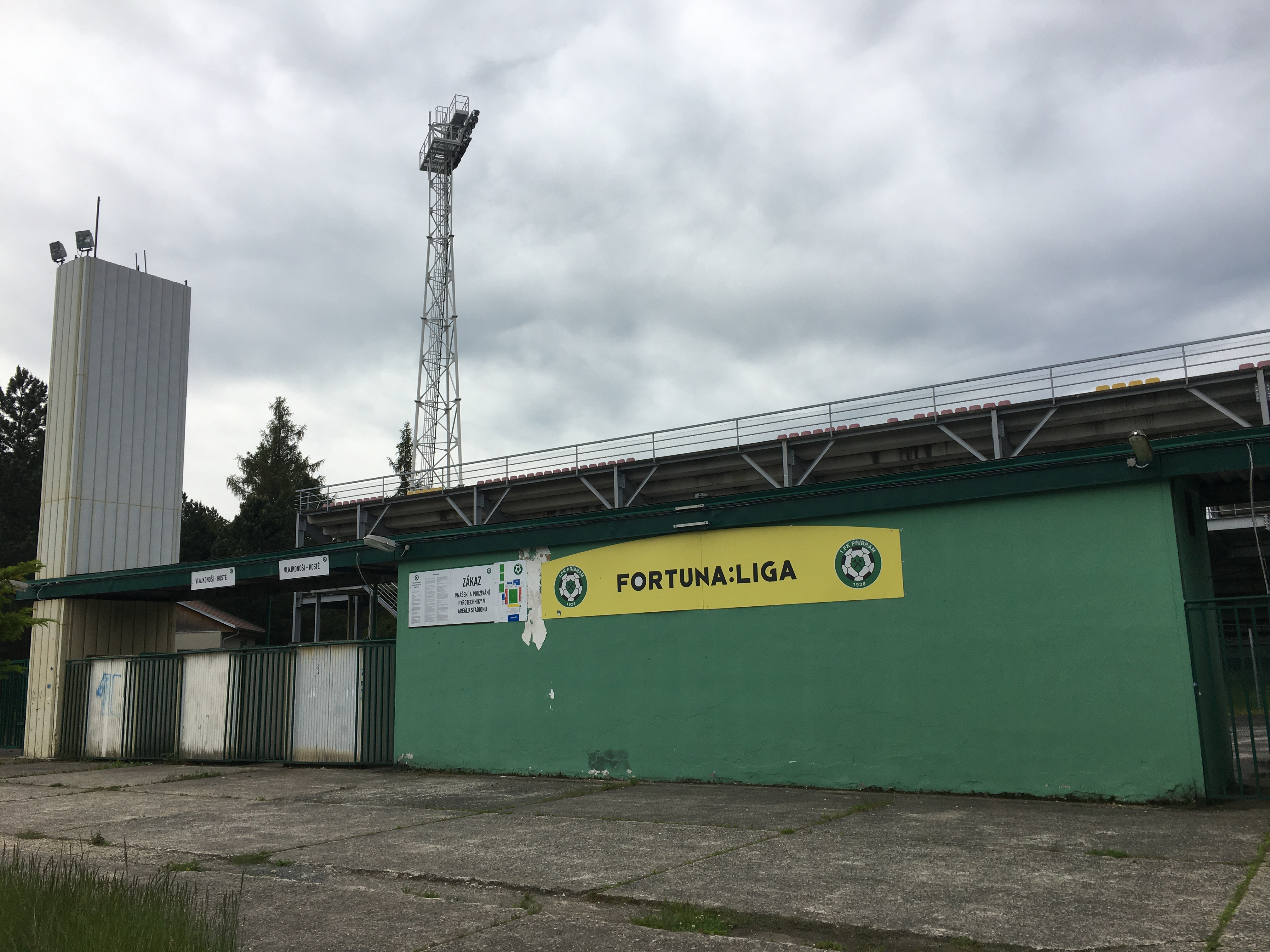
Stadion Na Litavce, hlavní brána

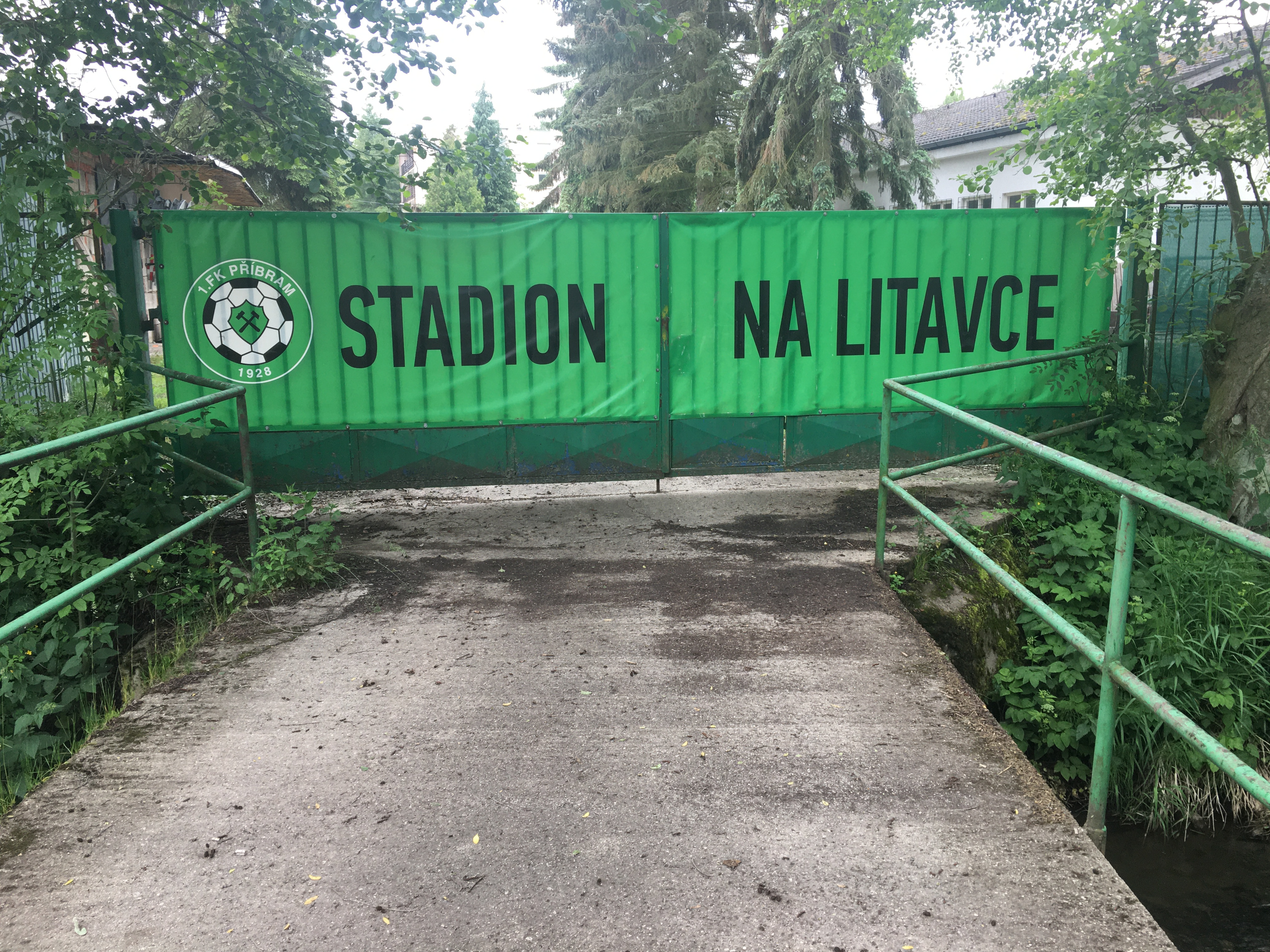
Stadion Na Litavce, boční vchod

FK Příbram (celým názvem: Fotbal Příbram a.s.) je český fotbalový klub, který sídlí v Příbrami ve Středočeském kraji. Klub byl založen v roce 1928 v bývalém městě Březové Hory, dnes součást Příbrami pod názvem SK Březové Hory. Svůj současný název nese od roku 2023. Klubové barvy jsou zelená a černá.
Své domácí zápasy hraje na Stadiónu Na Litavce s kapacitou 9 100 diváků.

## Historie
První zápasy hrál klub na hřišti v obci Lazec. První utkání sehrálo mužstvo v roce 1929 s SK Slovan Lochovice. Klub působil v nižších soutěžích a úzce spolupracoval i s okolními kluby. Po roce 1948 a komunistickém převratu dochází ke sloučení příbramských klubů a vznikají dva nové a to dnešní SK Spartak Příbram, hlásící se k odkazu původního klubu SK Horymír Příbram, a dnešní FK Příbram, tenkrát ovšem pod jménem Baník Příbram.
Důležitým datem pro příbramskou kopanou je rok 1955, kdy byl v Lazci otevřen zrekonstruovaný Hornický stadion Baníku Příbram. 19. července 1960 Baník Příbram sehrál historicky první mezinárodní utkání s Arsenalem Kyjev, účastníkem 1. ligy SSSR. Klub se ovšem až do roku 1968 potácel v nižších soutěžích. Tento rok postoupil do divize a to bylo velkou zásluhou hrajícího trenéra Jiřího Peška. Tým v následném roce potvrdil svojí kvalitu dalším postupem do 3. ligy. V roce 1972 byl klub přejmenován na TJ Uranové Doly Příbram. Sezónu 1974/75 v ČNL dokončila Příbram na prvním místě ve skupině A a tím si zajistila postup do druhé ligy, v níž se udržela až do roku 1981. K padesátému výročí začala rekonstrukce hlavní tribuny a ta byla slavnostně otevřena o dva roky později. Poté se několik let hrála na Stadionu u Litavky pouze třetí nejvyšší soutěž - ČFL.
Ke zlomu došlo v sezóně 1990, kdy do klubu vstoupilo velké jméno příbramského fotbalu Jaroslav Starka nejprve pouze jako vedoucí mužstva. V roce 1994 se Příbram dostala po 13 letech opět do 2. ligy, i když v ČFL skončilo mužstvo až na druhém místě, tak postoupilo díky finančním potížím pražské Dukly. O dva roky později došlo k přelomové události v historii příbramské kopané, když došlo ke sloučení s Duklou Praha. Pod jménem FC Dukla se hrála druhá liga nejprve v Praze a rezervní B-tým pak v Příbrami. Po historickém postupu klubu do nejvyšší soutěže v sezóně 1997/98 pak v Příbrami hraje i A-tým a příbramští diváci, pak mohou sledovat nejvyšší soutěž doma. Současně s tím se klub přejmenoval na FC Dukla Příbram. Od roku 2000 nahradilo Duklu jméno sponzora Marila.
V tomto roce se klub účastnil Poháru Intertoto. Po vítězství nad Linzer ASK nepřešel přes anglickou Aston Villu. Marila Příbram v roce 2001 dosáhl čtvrté místo v Gambrinus lize, což bylo nejlepší umístění klubu v novodobé historii. To znamenalo zahájení sezony v Poháru UEFA 2001/02. V prvním kole Příbram porazila francouzský klub CS Sedan doma 4:0 a následně prohrála venku 1:3, což znamenalo postup. V následujícím kole však nepřešla přes řecký PAOK Soluň po výsledcích 1:6 a 2:2.
V posledních sezónách se Marila pohybovala většinou v dolní polovině ligy, v sezóně 2006/07 tým sestoupil do druhé ligy, v následující sezoně se však vrátil mezi tuzemskou elitu. Mezi lety 2008 a 2022 klub nesl název 1. FK Příbram. 
Po třech sezónách ve 2 lize (Fortuna:Národní Liga) sestupuje do 3. ligy - ČFL A. Ročník 2024/25 končí na 3. místě. Klub od sezóny 25/26 opět nastupuje v 2. lize Chance Národní Liga, když získává profi licenci od zanikajícího MFK Vyškov, který byl prodán majiteli a neměl kde hrát své domácí zápasy.

## Úspěchy A–týmu
| Menší úspěchy |
| - Perleťový pohár (5× vítěz) - – TJ Baník UD Příbram: 1977; FC Dukla Příbram: 1999, 2000; FC Marila Příbram: 2001; FK Marila Příbram: 2007 - Tipsport liga (1× vítěz) - – 1. FK Příbram: 2008 |

## Historické názvy
- 1928 – SK Březové Hory (Sportovní klub Březové Hory)
- 1950 – DSO Baník Příbram (Dobrovolná sportovní organizace Baník Příbram)
- 1955 – TJ Baník Příbram (Tělovýchovná jednota Baník Příbram)
- 1972 – SK Uranové Doly Příbram (Sportovní klub Uranové Doly Příbram)
- 1976 – TJ Baník UD Příbram (Tělovýchovná jednota Baník Uranové Doly Příbram)
- 1981 – TJ UD Příbram (Tělovýchovná jednota Uranové Doly Příbram)
- 1992 – FC Portal Příbram (Football Club Portal Příbram, akciová společnost)
- 1996 – fúze s FC Dukla Praha ⇒ FC Dukla (Football Club Dukla, a.s)
- 1998 – FC Dukla Příbram, a.s. (Football Club Dukla Příbram, akciová společnost)
- 2000 – FC Marila Příbram, a.s. (Football Club Marila Příbram, akciová společnost)
- 2002 – FK Marila Příbram, a.s. (Fotbalový klub Marila Příbram, akciová společnost)
- 2008 – 1. FK Příbram, a.s. (První fotbalový klub Příbram, akciová společnost)
- 2022 – FK Viagem Příbram (Fotbalový klub Viagem Příbram)
- 2023 – FK Příbram (Fotbalový klub Příbram)
- 2025 - Fotbal Příbram / FK Příbram

## Soupiska
| #  | Pozice | Hráč           |
| -- | ------ | -------------- |
| 1  | B      | Ondřej Bleha   |
| 3  | O      | Milan Piško    |
| 4  | O      | Tomáš Svoboda  |
| 5  | O      | Matthias Leitl |
| 6  | O      | Tomáš Ret      |
| 7  | Z      | Dominik Vott   |
| 8  | O      | Jan Vokřínek   |
| 9  | Z      | Šimon Planeta  |
| 10 | Z      | Emmanuel Antwi |
| 11 | Ú      | Pavel Hašek    |
| 14 | Ú      | Filip Ret      |
| 15 | O      | David Pivetz   |
| 16 | Z      | Patrik Švestka |
| 17 | Z      | Michal Vrána   |
| 18 | O      | Roger Faye     |

| #  | Pozice | Hráč              |
| -- | ------ | ----------------- |
| 19 | Ú      | Daniel Šmiga      |
| 20 | O      | Daniel Roušar     |
| 21 | B      | Martin Melichar   |
| 23 | O      | Dušan Joković     |
| 24 | O      | Alexandr Bárta    |
| 27 | Z      | Jakub Urbanec     |
| 32 | B      | Ondřej Mastný     |
| 37 | Ú      | Jakub Řezníček    |
| 44 | O      | Mitchell Ejedegba |
| 68 | Z      | Jaroslav Málek    |
| 77 | Ú      | Jan Kareš         |
| 89 | Z      | Sebastian Kop     |
| 99 | Ú      | Pavel Vandas      |
|    | O      | Matyáš Coňk       |

## Slavní hráči a reprezentanti
| - Lukáš Jarolím - Tomáš Pilík - Oldřich Pařízek - Michal Špit - Radek Čížek - Rudolf Otepka - Horst Siegl - Marek Kulič - Jindřich Skácel - Michal Čaloun - Pavel Zavadil - Vlastimil Svoboda - Martin Hašek - Luděk Stracený |  | - Aleš Hruška - Petr Švancara - Tomáš Zápotočný - Róbert Novák - Róbert Jež - Jean Arnaud Loseille - Alexandre Mendy - Claude Roland Videgla - Kevin Lafrance - Abdulaziz Ahmad Al Misha'an - Danijel Cesarec - Oguzhan Biyik - Marius Papšys |  | - Luis Fabio Gomes - Michel Fernando Costa - Danilo De Oliveira - Paulo Rodrigues da Silva |

## Trenéři
- Karel Jarolím (1997–1998)
- Josef Csaplár (1998, 2000–2001, 2017–2019)
- Jozef Chovanec (2002–2003)
- František Kopač (2003–2004)
- Pavel Tobiáš (2004–2006)
- František Barát (2006–2007)
- Jiří Kotrba (2007)
- František Barát (2007–2008)
- Massimo Morales (2008–2009)
- Petr Čuhel (2009)
- Karol Marko (2009–2010)
- Martin Hřídel (2010)
- Roman Nádvorník (2010–2011, 2019–2020)
- František Kopač (2011)
- David Vavruška (2011–2012)
- Karol Marko (2012–2013)
- František Straka (2013)
- Petr Čuhel (2013–2014)
- Pavel Tobiáš (2014–2016)
- Martin Pulpit (2016)
- Kamil Tobiáš (2016–2017)
- Josef Csaplár (2017–2019)
- Roman Nádvorník (2019–2020)
- Pavel Horváth (2020–2021)
- Jozef Valachovič (2021)
- Tomáš Zápotočný (2021–2022)
- Dušan Uhrin ml. (2022–2023)
- Karel Krejčí (2023–2024)
- Roman Bednář (2024)
- Jiří Kohout (od 2024)

## Umístění v jednotlivých sezonách
Stručný přehled
Zdroj: 
- 1968–1969: Divize A
- 1969–1975: 3. liga – sk. A
- 1975–1977: 2. liga
- 1977–1981: ČNFL – sk. A
- 1981–1991: 2. ČNFL – sk. A
- 1991–1994: Česká fotbalová liga
- 1995–1997: 2. liga
- 1997–2007: 1. liga
- 2007–2008: 2. liga
- 2008–2017: 1. liga
- 2017–2018: Fotbalová národní liga
- 2018–2021: 1. liga
- 2021–2024: Fotbalová národní liga
- 2024–2025: Česká fotbalová liga
- 2025–: Fotbalová národní liga

Jednotlivé ročníky
Zdroj: 
Legenda: Z - zápasy, V - výhry, R - remízy, P - porážky, VG - vstřelené góly, OG - obdržené góly, +/- - rozdíl skóre, B - body, červené podbarvení - sestup, zelené podbarvení - postup, fialové podbarvení - reorganizace, změna skupiny či soutěže
| Československo (1968 – 1993) |                         |        |    |    |    |    |    |    |     |    |        |
| Sezóna                       | Liga                    | Úroveň | Z  | V  | R  | P  | VG | OG | +/- | B  | Pozice |
| 1968/69                      | Divize A                | 3      | 26 | 16 | 4  | 6  | 63 | 33 | +30 | 36 | 3.     |
| 1969/70                      | 3. liga – sk. A         | 3      | 30 | 12 | 6  | 10 | 34 | 39 | -5  | 32 | 6.     |
| 1970/71                      | 3. liga – sk. A         | 3      | 30 | 11 | 7  | 12 | 35 | 32 | +3  | 29 | 8.     |
| 1971/72                      | 3. liga – sk. A         | 3      | 30 | 16 | 4  | 10 | 55 | 36 | +19 | 36 | 5.     |
| 1972/73                      | 3. liga – sk. A         | 3      | 30 | 9  | 8  | 13 | 37 | 45 | -8  | 26 | 12.    |
| 1973/74                      | 3. liga – sk. A         | 3      | 30 | 14 | 6  | 10 | 41 | 31 | +10 | 34 | 4.     |
| 1974/75                      | 3. liga – sk. A         | 3      | 30 | 17 | 7  | 6  | 47 | 22 | +25 | 41 | 1.     |
| 1975/76                      | 2. liga                 | 2      | 30 | 11 | 7  | 12 | 28 | 38 | -10 | 29 | 9.     |
| 1976/77                      | 2. liga                 | 2      | 30 | 13 | 7  | 10 | 41 | 35 | +6  | 33 | 5.     |
| 1977/78                      | ČNFL – sk. A            | 2      | 30 | 18 | 4  | 8  | 61 | 33 | +28 | 40 | 2.     |
| 1978/79                      | ČNFL – sk. A            | 2      | 30 | 16 | 9  | 5  | 52 | 27 | +25 | 41 | 2.     |
| 1979/80                      | ČNFL – sk. A            | 2      | 30 | 11 | 6  | 13 | 41 | 45 | -4  | 28 | 9.     |
| 1980/81                      | ČNFL – sk. A            | 2      | 30 | 11 | 8  | 11 | 32 | 36 | -4  | 30 | 10.    |
| 1981/82                      | 2. ČNFL – sk. A         | 3      | 30 | 10 | 5  | 15 | 39 | 46 | -7  | 25 | 12.    |
| 1982/83                      | 2. ČNFL – sk. A         | 3      | 30 | 10 | 10 | 10 | 44 | 39 | +5  | 30 | 6.     |
| 1983/84                      | 2. ČNFL – sk. A         | 3      | 30 | 14 | 8  | 8  | 62 | 46 | +16 | 36 | 3.     |
| 1984/85                      | 2. ČNFL – sk. A         | 3      | 30 | 9  | 9  | 12 | 40 | 49 | -9  | 27 | 14.    |
| 1985/86                      | 2. ČNFL – sk. A         | 3      | 30 | 11 | 6  | 13 | 49 | 44 | +5  | 28 | 10.    |
| 1986/87                      | 2. ČNFL – sk. A         | 3      | 30 | 10 | 6  | 14 | 57 | 43 | +24 | 33 | 9.     |
| 1987/88                      | 2. ČNFL – sk. A         | 3      | 30 | 14 | 4  | 12 | 49 | 51 | -2  | 32 | 5.     |
| 1988/89                      | 2. ČNFL – sk. A         | 3      | 30 | 14 | 6  | 10 | 65 | 47 | +18 | 34 | 5.     |
| 1989/90                      | 2. ČNFL – sk. A         | 3      | 28 | 12 | 8  | 8  | 44 | 40 | +4  | 32 | 4.     |
| 1990/91                      | 2. ČNFL – sk. A         | 3      | 30 | 17 | 2  | 11 | 65 | 48 | +17 | 36 | 3.     |
| 1991/92                      | Česká fotbalová liga    | 3      | 34 | 9  | 14 | 11 | 49 | 48 | +1  | 32 | 13.    |
| 1992/93                      | Česká fotbalová liga    | 3      | 34 | 8  | 11 | 15 | 40 | 62 | -22 | 27 | 13.    |
| Česko (1993 – )              |                         |        |    |    |    |    |    |    |     |    |        |
| Sezóna                       | Liga                    | Úroveň | Z  | V  | R  | P  | VG | OG | +/- | B  | Pozice |
| 1993/94                      | Česká fotbalová liga    | 3      | 34 | 24 | 5  | 5  | 79 | 26 | +53 | 53 | 2.     |
| 1994/95                      | 2. liga                 | 2      | 34 | 13 | 11 | 10 | 45 | 39 | +6  | 50 | 5.     |
| 1995/96                      | 2. liga                 | 2      | 30 | 12 | 7  | 11 | 42 | 32 | +10 | 43 | 6.     |
| 1996/97                      | 2. liga                 | 2      | 30 | 22 | 5  | 3  | 53 | 15 | +38 | 71 | 1.     |
| 1997/98                      | Gambrinus liga          | 1      | 30 | 9  | 6  | 15 | 37 | 50 | -13 | 33 | 13.    |
| 1998/99                      | Gambrinus liga          | 1      | 30 | 8  | 9  | 13 | 28 | 41 | -13 | 33 | 13.    |
| 1999/00                      | Gambrinus liga          | 1      | 30 | 11 | 7  | 12 | 33 | 36 | -3  | 40 | 6.     |
| 2000/01                      | Gambrinus liga          | 1      | 30 | 14 | 9  | 7  | 40 | 26 | +14 | 51 | 4.     |
| 2001/02                      | Gambrinus liga          | 1      | 30 | 9  | 7  | 14 | 27 | 39 | -12 | 34 | 13.    |
| 2002/03                      | Gambrinus liga          | 1      | 30 | 9  | 12 | 9  | 34 | 30 | +4  | 39 | 10.    |
| 2003/04                      | Gambrinus liga          | 1      | 30 | 10 | 7  | 13 | 33 | 37 | -4  | 37 | 11.    |
| 2004/05                      | Gambrinus liga          | 1      | 30 | 9  | 8  | 13 | 30 | 41 | -11 | 35 | 9.     |
| 2005/06                      | Gambrinus liga          | 1      | 30 | 8  | 10 | 12 | 36 | 36 | 0   | 34 | 13.    |
| 2006/07                      | Gambrinus liga          | 1      | 30 | 3  | 12 | 15 | 15 | 37 | -22 | 21 | 15.    |
| 2007/08                      | 2. liga                 | 2      | 30 | 14 | 10 | 6  | 33 | 18 | +15 | 52 | 2.     |
| 2008/09                      | Gambrinus liga          | 1      | 30 | 9  | 7  | 14 | 30 | 40 | -10 | 34 | 12.    |
| 2009/10                      | Gambrinus liga          | 1      | 30 | 10 | 6  | 14 | 35 | 41 | -6  | 36 | 10.    |
| 2010/11                      | Gambrinus liga          | 1      | 30 | 8  | 7  | 15 | 22 | 36 | -14 | 31 | 13.    |
| 2011/12                      | Gambrinus liga          | 1      | 30 | 11 | 6  | 13 | 44 | 56 | -12 | 39 | 9.     |
| 2012/13                      | Gambrinus liga          | 1      | 30 | 7  | 11 | 12 | 27 | 39 | -12 | 32 | 11.    |
| 2013/14                      | Gambrinus liga          | 1      | 30 | 9  | 7  | 14 | 34 | 49 | -15 | 34 | 12.    |
| 2014/15                      | Synot liga              | 1      | 30 | 12 | 7  | 11 | 40 | 45 | -5  | 43 | 5.     |
| 2015/16                      | Synot liga              | 1      | 30 | 7  | 6  | 17 | 33 | 53 | -20 | 27 | 14.    |
| 2016/17                      | ePojisteni.cz liga      | 1      | 30 | 6  | 4  | 20 | 29 | 61 | −32 | 22 | 16.    |
| 2017/18                      | 2. česká fotbalová liga | 2      | 30 | 18 | 4  | 8  | 56 | 23 | +33 | 58 | 2.     |
| 2018/19                      | Fortuna:Liga            | 1      | 35 | 11 | 7  | 17 | 43 | 73 | -30 | 40 | 14.    |
| 2019/20                      | Fortuna:Liga            | 1      | 33 | 6  | 7  | 20 | 21 | 55 | -34 | 25 | 16.    |
| 2020/21                      | Fortuna:Liga            | 1      | 30 | 5  | 10 | 19 | 26 | 65 | -39 | 25 | 16.    |
| 2021/22                      | Fortuna:Národní liga    | 2      | 30 | 9  | 8  | 13 | 38 | 51 | -13 | 35 | 13.    |
| 2022/23                      | Fortuna:Národní liga    | 2      | 30 | 14 | 9  | 7  | 48 | 32 | +16 | 51 | 3.     |
| 2023/24                      | Fortuna:Národní liga    | 2      | 30 | 11 | 4  | 15 | 32 | 43 | -11 | 35 | 15.    |
| 2024/25                      | Česká fotbalová liga    | 3      | 30 | 17 | 6  | 7  | 58 | 35 | +23 | 57 | 3.     |
| 2025/26                      | Chance Národní liga     | 2      | 30 |    |    |    |    |    |     |    |        |

Poznámky:
- 1980/81: Po sezoně došlo k reorganizaci soutěží, vzniká 2. ČNFL (3. nejvyšší soutěž) do které sestoupilo posledních 8 týmů z 1. ČNFL.
- 2018/19: V této sezóně sehrálo příbramské mužstvo baráž o 1. ligu s druholigovou Zbrojovkou Brno. Po celkovém skóre 3:3 (1. zápas – 3:3, 2. zápas – 0:0) se klub udržel v nejvyšší soutěži.

## Přehled výsledků v evropských pohárech
Vysvětlivky:
- (D) - domácí zápas
- (V) - zápas na hřišti soupeře

| Sezóna  | Soutěž          | Kolo    | Klub           | Celkem | 1. zápas | 2. zápas | Postup  |
| ------- | --------------- | ------- | -------------- | ------ | -------- | -------- | ------- |
| 2000    | Pohár Intertoto | 2. kolo | LASK Linz      | 4:3    | 3:2 (D)  | 1:1 (V)  | postup  |
| 2000    | Pohár Intertoto | 3. kolo | Aston Villa FC | 1:3    | 1:3 (V)  | 0:0 (D)  | vyřazen |
| 2001/02 | Pohár UEFA      | 1. kolo | CS Sedan       | 5:3    | 4:0 (D)  | 1:3 (V)  | postup  |
| 2001/02 | Pohár UEFA      | 2. kolo | PAOK FC        | 3:8    | 1:6 (V)  | 2:2 (D)  | vyřazen |

## Pohled do statistik (k 19. 12. 2023)
- Ligová bilance:	17 sezón - 510 utkání - 156 výher - 138 remíz - 216 proher - skóre 545:679 - 606 bodů (11. místo v historické tabulce)
- Nejvíce bodů: 51 v sezoně 2000/01
- Nejlepší umístění: 4. místo v sezoně 2000/01
- Nejhorší umístění: 16. místo a sestup v sezoně 2016/17
- Největší vítězství: 5:0 s Hradcem Králové 2002/03, 5:0 s Jihlavou 2013/14, 5:0 s Olomoucí B 2022/2023
- Nejtvrdší porážka: 1:8 se Slávií v sezóně 2016/17
- Utkání s nejvíce brankami: 1:8 se Slávií v sezóně 2016/17
- Nejvíce vstřelených gólů v sezóně: 44 (2011/12)
- Nejčastější výsledek utkání doma: 1:1 (36x), 1:0 (32x), 0:0 (25x)
- Nejčastější výsledek utkání venku: 1:0 (44x), 2:0 (31x), 0:0 (28x)
- Nejlepší historický střelec v lize: Otepka 47, Siegl 26, Huňa 22
- Nejčastější střelec sezóny: 4x Otepka , 2x Seman, Koukal, Huňa, Siegl, Kulič
- Dosažené hattricky: Huňa (proti Zlínu), Siegl (proti Blšanům), Surmaj (proti Slavii B), Wágner (proti Olomouci B), Pilík (proti Jihlavě)
- Nejčastější brankář v lize: Hruška 131, Pařízek 73, Sňozík 61
- Nejvíce čistých kont: Hruška 36, Sňozík 19, Pařízek 18
- Největší počet ligových startů:	Mácha 233, Otepka 232, Pleško 155
- Největší počet pohárových startů: Otepka 27, Mácha 18, T. Pilík 16
- Největší počet žlutých karet: Mácha 51, Otepka 41, Formánek 27
- Největší počet červených karet: Mácha 9, Otepka 7, Formánek 4
- Nejmladší hráč:	Dominik Mašek - 15 let 10 měsíců 19 dní (rekord Synot ligy)
- Nejmladší autor branky:	Tomáš Pilík - 16 let 7 měsíců 19 dní
- Nejstarší hráč:	Marcel Mácha - 39 let 4 měsíce 3 dni
- Nejstarší autor branky: Rudolf Skácel
- Nejvyšší ligová návštěva: 12 562 diváků - 11. března 2000 utkání se Spartou Praha